# SALT II
SALT II è la sigla utilizzata per la seconda serie degli Strategic Arms Limitation Talks, ovvero "negoziati per la limitazione delle armi strategiche", intercorsi tra gli Stati Uniti e l'Unione Sovietica.

## Storia
I colloqui si aprirono a Ginevra nel settembre del 1972 per completare l'accordo sulle armi strategiche difensive. Le trattative ben presto si arenarono e solo dopo gli incontri tra il segretario generale del PCUS Leonid Il'ič Brežnev e il presidente statunitense Richard Nixon a Mosca nel luglio 1974 e tra Brežnev e Gerald Ford a Vladivostok nel novembre 1974, ripresero poi a Ginevra nel gennaio 1975. L'accordo per la limitazione della costruzione di armi strategiche fu raggiunto a Vienna il 18 giugno 1979, e firmato da Brežnev e Jimmy Carter. Con l'intervento sovietico in Afghanistan, alla vigilia del Natale 1979, si ebbero dure reazioni su scala mondiale, soprattutto da parte americana.
Il 3 gennaio 1980, Carter propose al senato di posporre indefinitamente la ratifica del trattato SALT II. Poi egli assunse una serie di misure restrittive, fra le quali, la sospensione delle previste vendite di grano, culminate poi nell'annuncio che gli atleti americani non avrebbero preso parte alle XXII Olimpiadi, indette a Mosca per l'estate 1980. Con l'accrescersi delle tensioni all'inizio degli anni ottanta, le grandi potenze si accusarono vicendevolmente di tradire gli accordi presi, ma ciò non impedì che le trattative per la riduzione delle armi strategiche, seppure con continue interruzioni, riprendessero fino a giungere agli accordi START (START I e START II).